# Auxopus
Auxopus là một chi trong họ Orchidaceae, tông Gastrodieae và phân tông Gastrodiinae.
Có rất ít khám phá về những thành viên của tông Gastrodieae. Tông này bao gồm những thực vật sinh dưỡng theo lối hoại sinh, ngoại trừ chi Nervilia. Là một chi thuộc phân tông Gastrodiinae cho nên Auxopus không có lá, hoa có lá đài và cánh hoa giống nhau.
Chi này phân bố ở vùng nhiệt đới, nhưng chủ yếu ở vùng nhiệt đới Châu Á và Châu Úc. Có 3 loài trong chi này.

## Danh sách các loài
- Auxopus kamerunensis
- Auxopus macranthus
- Auxopus madagascariensis